# 518 Халва
518 Халва (518 Halawe) — астероїд головного поясу, відкритий 20 жовтня 1903 року Раймондом Смітом Дуґаном у Гейдельберзі.